# Wąpielsk
Wąpielsk – wieś w Polsce położona w województwie kujawsko-pomorskim, w powiecie rypińskim, w gminie Wąpielsk. Znajduje się tutaj wąskotorowa stacja kolejowa, przez którą przebiegała linia Dobre – Brodnica.
W latach 1975–1998 miejscowość administracyjnie należała do województwa toruńskiego.
Wieś jest siedzibą i największą miejscowością gminy Wąpielsk. Według Narodowego Spisu Powszechnego (III 2011 r.) liczyła 729 mieszkańców.

## Historia
Wieś została wymieniona w dokumencie Kazimierza Wielkiego z 1367 roku wydanym dla rycerza Zbrosława z Wąpielska. W 1497 roku król Jan I Olbracht skonfiskował część Wąpielska i przekazał go Mikołajowi Radzikowskiemu herbu Ogończyk. W XVI wieku wieś była własnością m.in. Wąpielskich, Nałęczów i Chalińskich, a w połowie XVIII w. przy wsi funkcjonowały dwa folwarki szlacheckie należące do Tarnowskich i Pleckich. Na początku XIX w. Wąpielsk był podzielony pomiędzy Przeciszewskich i Cissowskich, które to części zostały wykupione przez Szymona Tabulskiego. W 1849 roku zadłużony majątek kupił Walenty Siemiątkowski herbu Jastrzębiec. Ostatnim przedwojennym właścicielem wsi był Jerzy Siemiątkowski.

## Zabytki

### Dwór w Wąpielsku

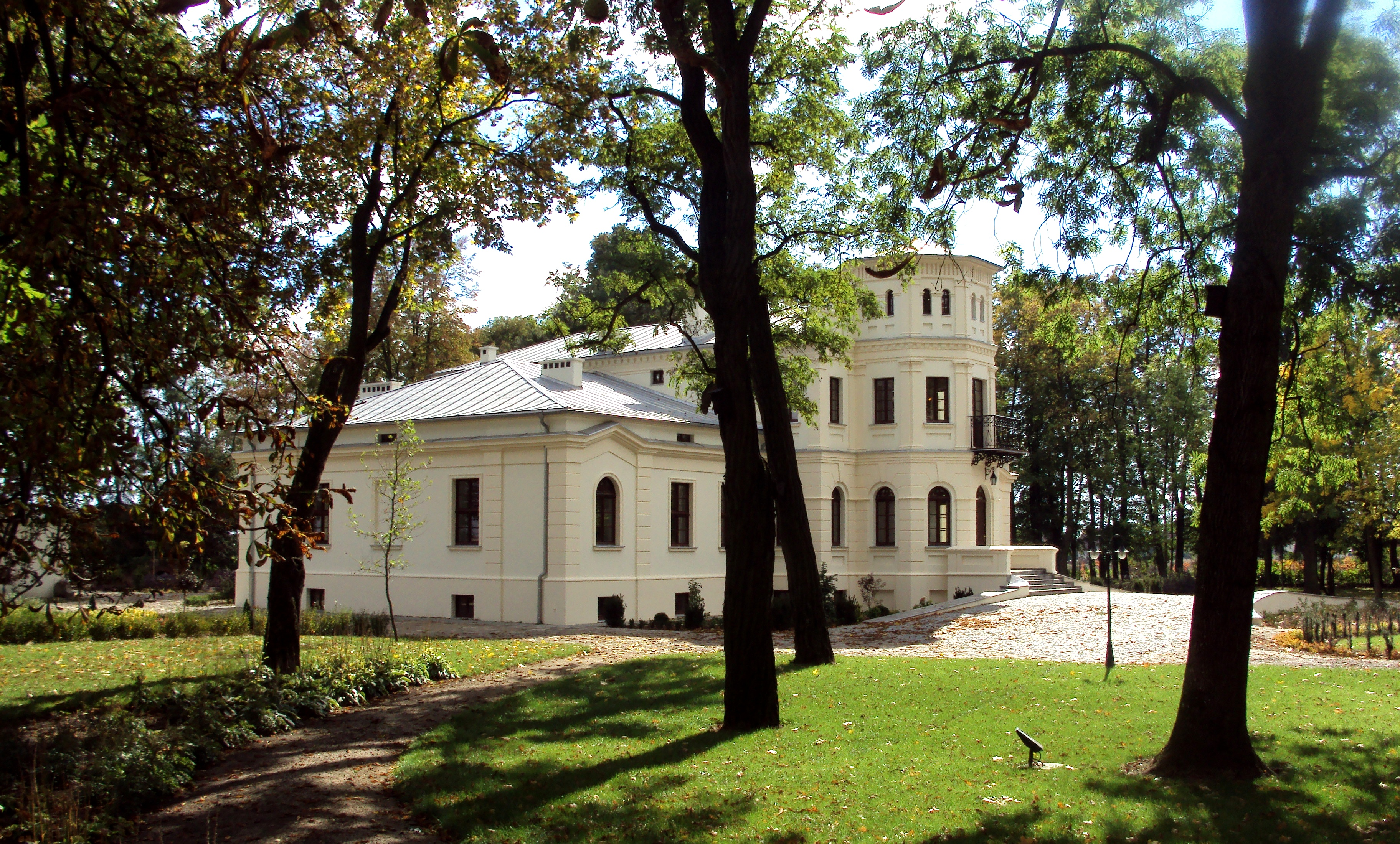
Dwór w Wąpielsku

W miejscowości znajduje się eklektyczny dwór, zbudowany w 2. połowie XIX w. przez Walentego Siemiątkowskiego. Otoczony jest parkiem z czasu budowy dworu, w którym znajduje się około 20 gatunków drzew. W 1928 roku gościł tutaj Prezydent RP Ignacy Mościcki. Podczas pożaru w 2010 r. częściowo zostały zniszczone pomieszczenia mieszkalne, obecnie trwają starania o przywrócenie świetności budynku dla celów kulturalno-turystycznych.